# Чековски, Георгий
Георгий Чековски (макед. Ѓорѓи Чековски, родился 11 декабря 1979 в Скопье) — северомакедонский бывший профессиональный баскетболист, выступал на позиции тяжёлого форварда. выступал за сборную Северной Македонии.

## Карьера

### Клубная
Профессиональная карьера Чековски, основным амплуа которого является позиция тяжелого форварда, началась в 1998 году, когда он дебютировал в составе «Работничков». В их рядах он отыграл пять сезонов. Следующим местом трудоустройства Георгия стала словенская «Любляна», откуда Георгий перебрался в «Приштину». Начиная с сезона 2004/2005 македонский форвард выступал в форме софийского «Лукойл Академика». В летнее трансферное окно Чековски получил предложение от клуба «Черкасские мавпы» и перешёл туда, но отыграл всего один сезон. В составе клуба он в среднем набирал 9,2 очка и делал 5,6 подборов при показателях в Балканской лиге в 13 очков и 5,4 подборов.
Сезон 2008/2009 он провёл на родине в составе «Фени-Индустри», но в 2009 году окончание сезона проводил снова на Украине в составе клуба «Ферро-ЗНТУ» и попал в пятёрку лучших по трёхочковым броскам и пятёрку лучших по количеству результативных атакующих передач. В 2009 году он вернулся на Родину: сначала в родной клуб «Работнички», потом перебрался в болгарский «Левски» из Софии, а затем вернулся снова в Скопье в состав клуба МЗТ. В составе МЗТ Чековски стал самым ценным игроком плей-офф 2012/2013, принеся победу своему клубу, но вместе с тем ещё и стал виновником скандала, затеяв драку в одном из матчей против своего бывшего клуба «Черкасские мавпы».

### В сборной
Выступал на чемпионатах Европы 1999 и 2011 годов. В квалификации к чемпионату Европы 2011 года он провёл ограниченное время на площадке, чаще выходя под конец встречи, однако приносил пользу клубу. Сильная игра в защите помогла его команде выйти в полуфинал чемпионата Европы 2011 года (4-е место стало рекордом для Македонии). Особенно он прославился в матче против Греции, набрав 11 очков благодаря трём трёхочковым броскам и внеся свой вклад в победу над греками.

## Достижения
- Чемпион Болгарии: 2006 и 2007 (оба — «Академик» София)
- Чемпион Македонии: 1998, 2003 (оба — «Работнички»), 2012 и 2013 (оба — «МЗТ Скопье»)
- Чемпион Балканской Лиги: 2009/2010 («Левски» София)